# ジュピレル
ジュピレル (Jupiler / フランス語: [ʒypilɛʁ], オランダ語: [ˈʒypilɛr]
, [ʒypiˈleː](ジュピレー))はベルギーのピルスナー。下面発酵。リエージュ近郊のジュピーユ＝シュル＝ムーズにあるピードボーウフ醸造所で作られている。産地のジュピーユ (Jupille)に、ドイツ語やオランダ語の形容詞語尾「-er」をつける形で、「ジュピレル」と名付けられた。2019年にはベルギーのピルスナー市場に約40%のシェアを得ているが、ベルギー以外の国では販売されていない。

## 特徴
- 原材料：麦芽、トウモロコシ、水、ホップ、酵母
- アルコール度数：0℃ ～ 8.3℃
- 適正提供温度：3℃
- 発酵：下面
- フランス語スローガン：Les hommes savent pourquoi (男たちは何故かを知っている)
- オランダ語スローガン：Mannen weten waarom (同じ)

## 種類 (アルコール度数)
- Jupiler (5.2 %)
- Jupiler 0.0% (0.0%)
- Pure Blonde by Jupiler (3.1%)[7]

- Jupiler Blue (3.3%)
- Jupiler Blue Lemon & Lime (3.3 %)
- Jupiler Tauro (8.3%)

その他

## スポンサーシップ
実際にスポンサードを行っている企業はピードボーウフ醸造所だが、主力商品であるジュピレルの名前やロゴマークが掲出される事が多い。
- サッカーベルギー代表[9]
- ジュピレル・プロ・リーグ[10][注 1]
- エールステ・ディヴィジ (2006-2018)
- FIFAワールドカップオフィシャルビール (ベネルクス地域のみ)[12]

## ギャラリー

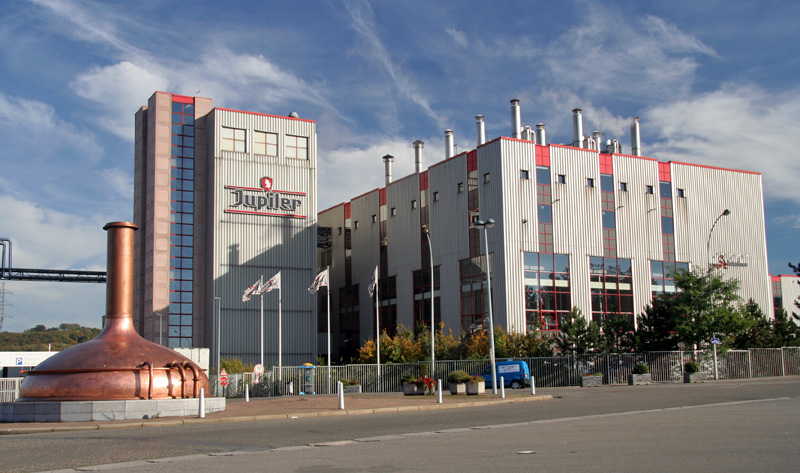
ピードボーウフ醸造所
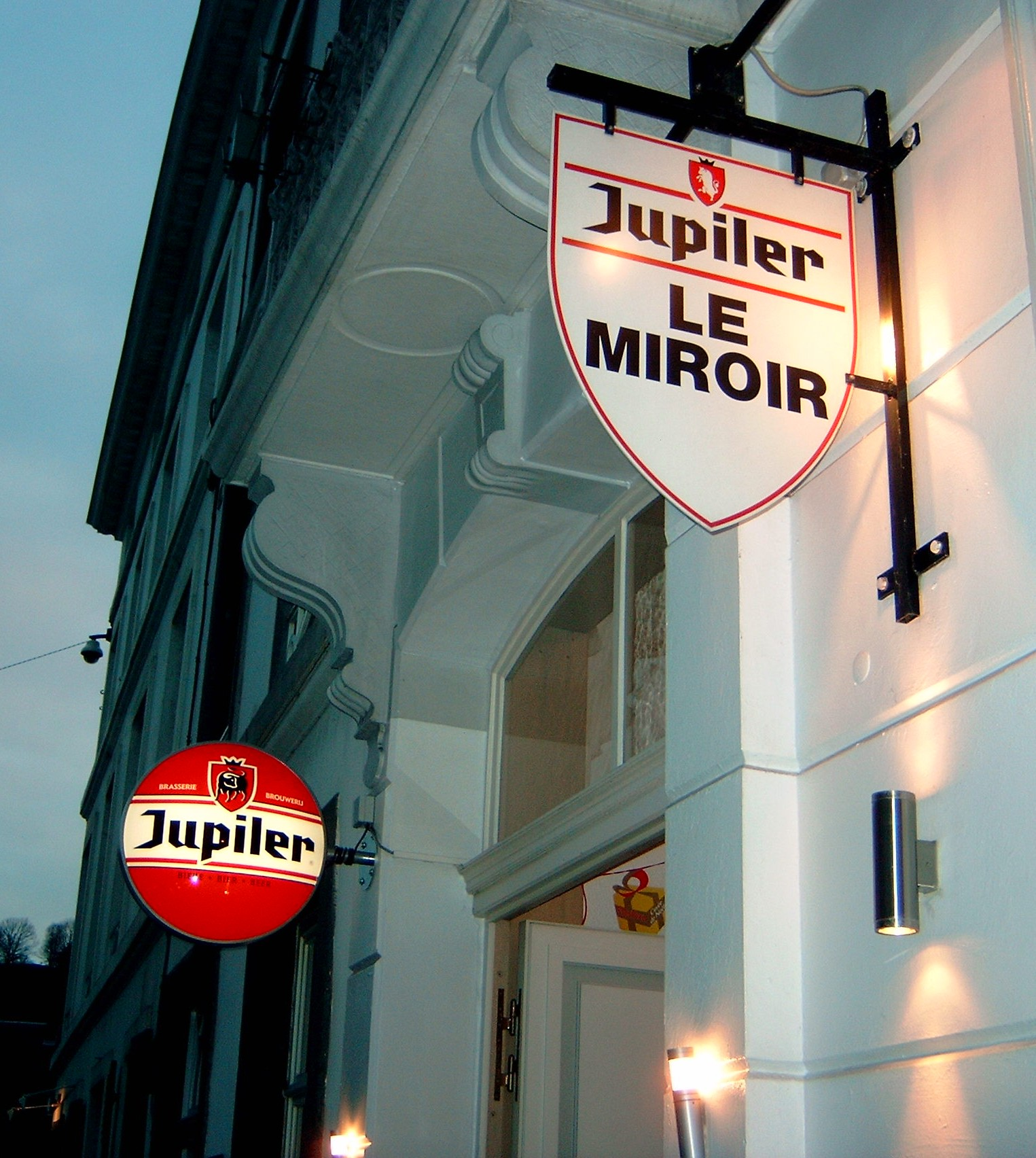
ナミュールのジュピレル・カフェ
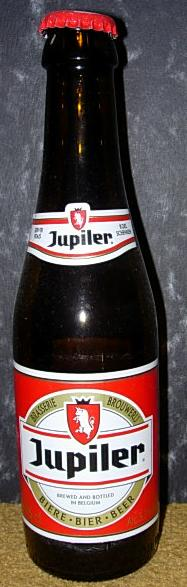
オールドハウススタイルのボトル
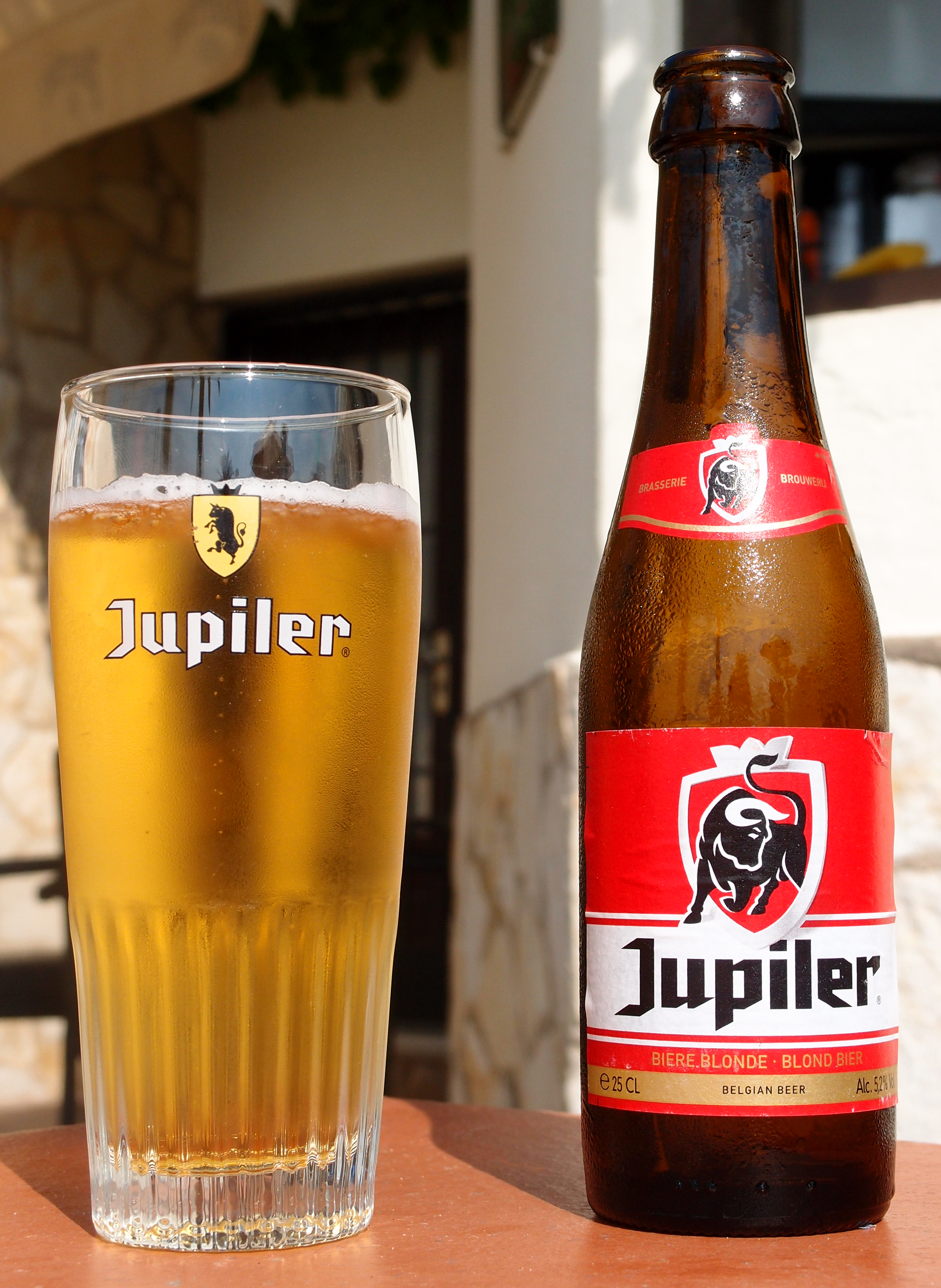
ジュピレルのグラスとボトル
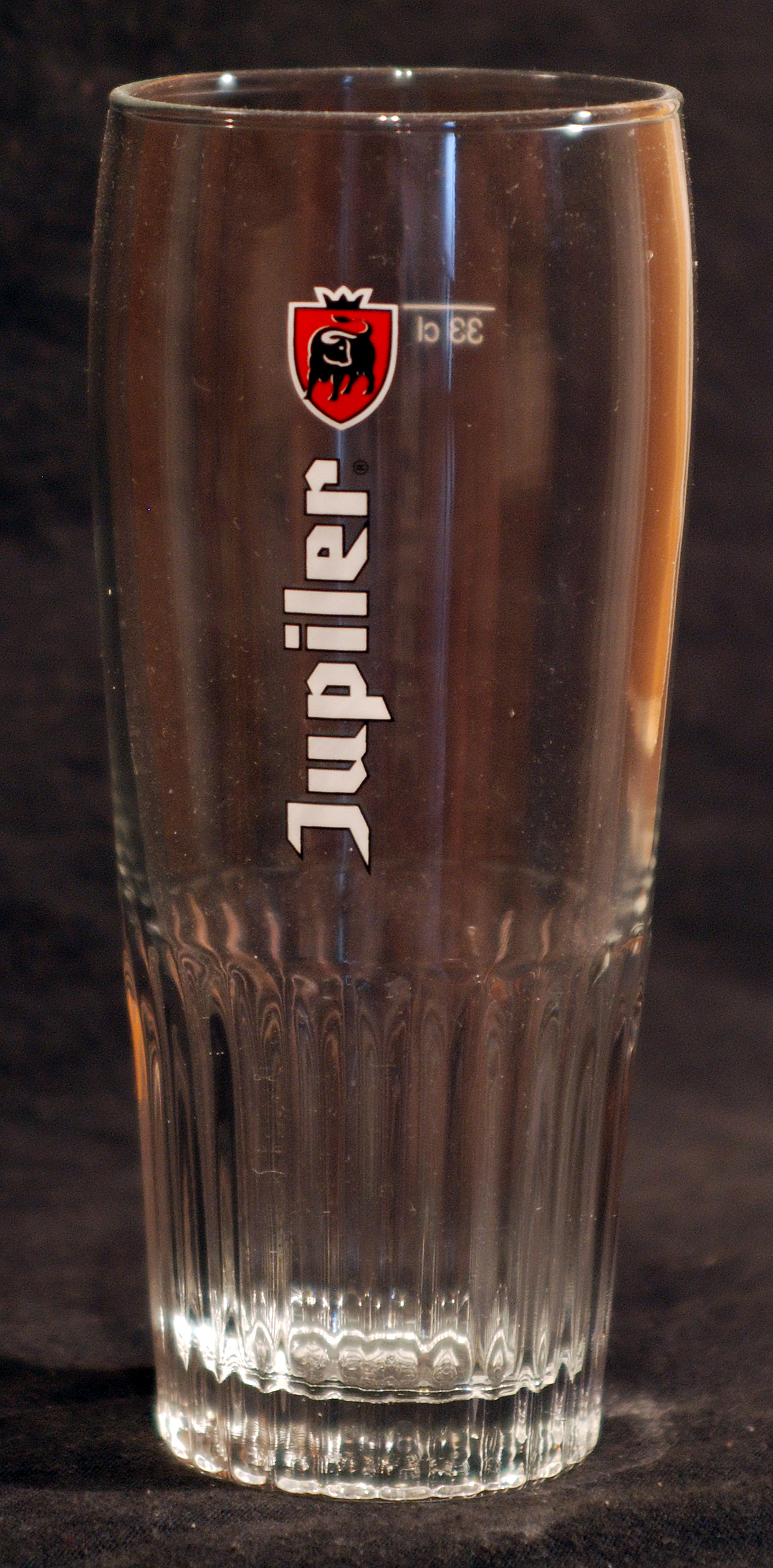
ニューハウススタイルのグラス
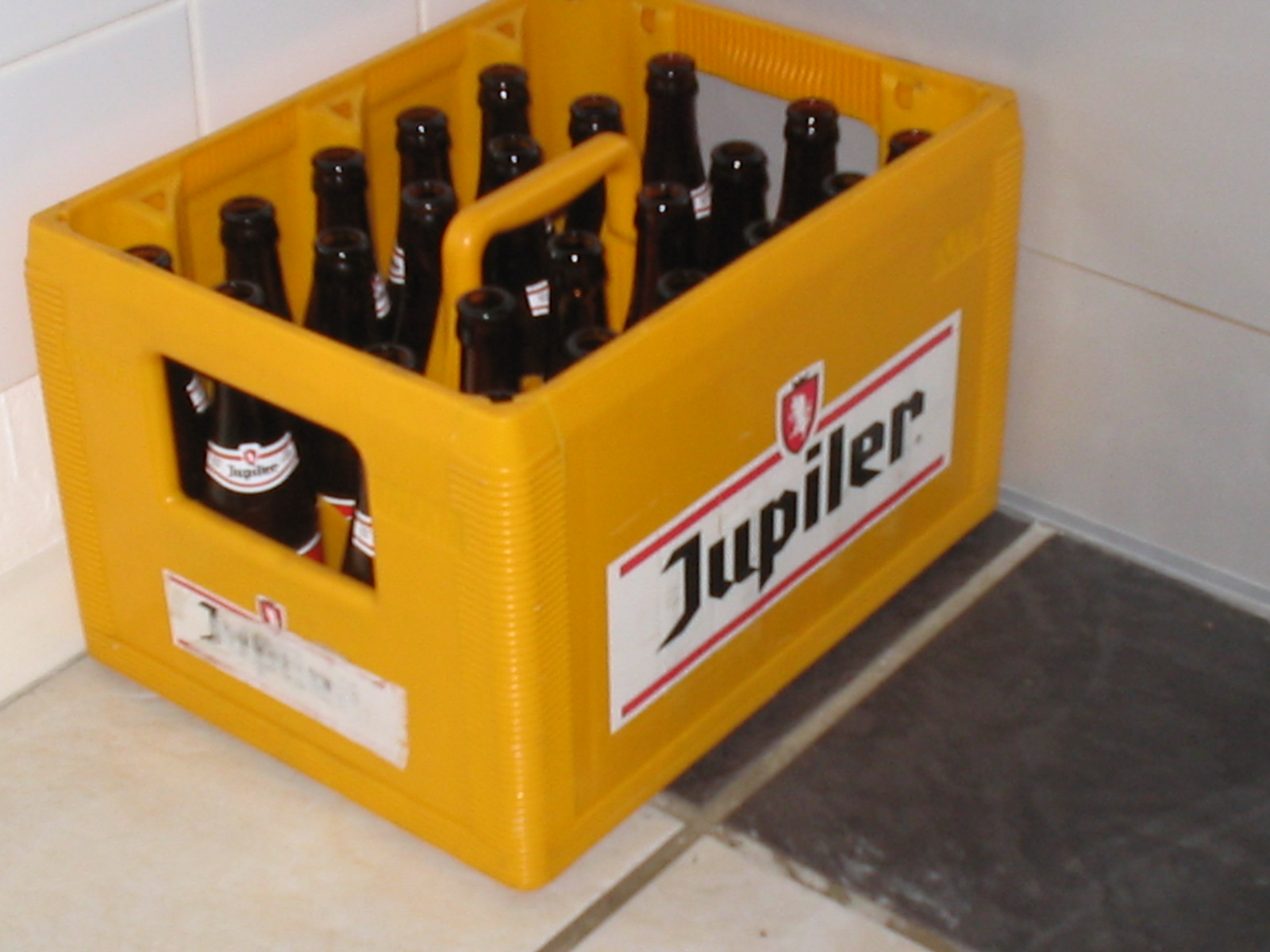
ロゴの入ったビールかご